# Oliver Cromwell
Oliver Cromwell, född 25 april 1599 i Huntingdon, död 3 september 1658 på Whitehallpalatset, var en engelsk statsman, politiker och militär. Efter att han framgångsrikt lett upproret mot den brittiska monarkin, blev Cromwell statschef med titeln lordprotektor över engelska, skotska och irländska samväldet från december 1653 fram till sin död.
Han studerade vid Sidney Sussex College, universitet i Cambridge, som då var ett nygrundat college med en starkt puritansk inriktning. Han lämnade skolan utan examen, troligen på grund av sin fars död.
I början av engelska inbördeskriget inledde Cromwell sin militära karriär genom att bilda en kavalleristyrka, kända som "järnsidorna" ("Ironsides Cavalry"), som blev grunden till hans "New Model Army", liksom till Cromwells smeknamn, "Old Ironsides". Cromwells befäl i slaget vid Marston Moor gjorde honom mycket bemärkt. Som ledare för parlamentets sak och befälhavare för New Model Army besegrade Cromwell kung Karl I och gjorde därmed slut på kungahusets absoluta makt.

## Biografi

### Släkt
Oliver Cromwell härstammade från Catherine Cromwell (född cirka 1482), äldre syster till statsmannen under Henrik VIII:s tid, Thomas Cromwell. Catherine var gift med Morgan ap Williams, son till William ap Yevan från Wales och Joan Tudor. Det spekuleras om att Joan var illegitim dotter till Jasper Tudor. Fastän Catherine gifte sig behöll hennes barn hennes efternamn, möjligen för att upprätthålla kopplingen till sin berömda morbror.

### Parlamentsledamot
Efter att ha bestämt sig för att inte följa med en släkting till Virginia, blev Cromwell i stället parlamentsledamot för Huntingdon i det parlament som satt 1628–1629. Hans jungfrutal var ett försvar för en radikal demokrat, som hade argumenterat i en skrift för att "ge alla män rösträtt". Cromwell var också framträdande i att försvara folket i The Fens från rika jordägare som ville driva bort dem från deras jord och torka ut sumpmarken och göra sig en vinst.
Karl I härskade de följande elva åren utan parlament, efter att han hade upplöst det parlament där Cromwell ingick. Kungen stötte bort många människor genom sin politik att höja skatter utan godkännande av parlamentet och tvinga sin katolskt inspirerade vision av protestantismen på Engelska kyrkan. När kung Karl mötte uppror i Skottland som kallades "biskopskrigen" tvingades han, på grund av bristande resurser, sammankalla ett parlament igen 1640–1642. Cromwell deltog dock endast 1640 i detta parlament. Oliver Cromwell var en av många ledamöter som då starkt motsatte sig att rösta för nya skatter tills kungen gick med på att regera med parlamentets samtycke i både civila och religiösa ärenden. Att denna kris inte löstes ledde direkt till att engelska inbördeskriget bröt ut mellan "parlamentarikerna" (anhängare av parlamentets makt) och "rojalisterna" (kungens anhängare).
Cromwell var en passionerad anhängare av parlamentet, i första hand av religiösa skäl. Fastän han inte var en skicklig talare, var Cromwell framträdande för parlamentets sak redan från början. Cromwell var släkt med ett betydande antal parlamentsledamöter och hans åsikter var inflytelserika. När spioner identifierade honom som delaktig i revolten mot kung Karl och soldater skickades för att gripa honom var Cromwell en av fem medlemmar som inte var närvarande. Han blev dock inte ledare för parlamentslägret förrän en bra bit in i inbördeskriget, då hans militära förmåga gjorde honom bemärkt.
Fastän han senare var inblandad i störtandet och avrättningen av kungen var Cromwell inte en radikal republikan vid inbördeskrigets början. Snarare inledde han kriget med målsättningen att tvinga Karl att regera med parlamentets samtycke och med en mer samförståndsinriktad protestantisk religionspolitik.

### Religiös tro
Cromwells religiösa och politiska uppfattningar var mycket nära förbundna. Cromwell var en övertygad "puritan" – en kalvinistisk protestant som förnekade fri vilja och trodde att frälsning inte var något man gjorde sig förtjänt av utan fick som en gåva från Gud enbart genom tro på Jesus Kristus. Cromwell var dock ingen dogmatisk kalvinist. Han trodde starkt på att alla kristna (till vilka han dock inte räknade romerska katoliker) hade rätt att utöva sin tro som de önskade. Han välkomnade anhängare av många radikala religiösa grupperingar i sin New Model Army, däribland kväkare, anabaptister och femte monarkins män och gav dem religionsfrihet under sin tid som lordprotektor. Som protektor skilde han Engelska kyrkan från staten och avskaffade den anglikanska hierarkin. Han lät också judar återinflytta till England under denna period och tillät dem att utöva sin religion. En av de huvudsakliga anledningarna till Cromwells motstånd mot kung Karl I före inbördeskrigen var förföljelsen av radikala protestantiska grupper.
Han var starkt emot romersk-katolska kyrkan, som han ansåg förnekade Bibelns överhöghet till förmån för påvens och prästerskapets makt, och som han beskyllde för förtryck och förföljelse av protestanter i Europa. Av denna anledning motsatte han sig kraftigt Karl I:s "reformer" av engelska kyrkan, som införde katolskt sinnade biskopar och böneböcker, i stället för bibelstudier. Cromwells upplevelse att katolicism och förföljelse var förbundna stärktes av det irländska upproret 1641. Detta uppror kännetecknades av irländska katolikers massakrer på engelska och skotska protestantiska inflyttare. Massakrerna överdrevs kraftigt i puritanska kretsar i Storbritannien. Detta blev senare en orsak till att Cromwell agerade så hårt i sitt senare fälttåg på Irland. När han tilltalade irländarna vid New Ross 1649, under förhandlingen om att ge upp staden, sade Cromwell "om ni med religionsfrihet menar frihet att utöva mässan [...] där Englands parlament har makt, kommer det inte att tillåtas". I ett brev till de irländska katolska biskoparna senare samma år skrev han: "ni är del av Antikrist och snart måste ni alla ha blod att dricka".
Cromwell var också motståndare till de mer radikala religiösa grupperna på den protestantiska sidan i inbördeskriget. Han samarbetade med kväkare och presbyterianer och var emot att påtvinga andra protestanter sin tro. Han blev förknippad med independent-grupperingen, som förordade religionsfrihet för alla protestanter efter att kriget avslutats. 
Cromwell trodde också starkt på "providentialism" – tron att Gud aktivt styr händelserna i världen genom gärningar av "utvalda personer". Cromwell trodde under inbördeskriget att han var en av dessa personer, och han tolkade segrar som tecken på att Gud godkände hans gärningar, och förluster som tecken på att Gud ledde honom i en annan riktning. 
Historikern i Oxford Christopher Hill har skrivit en populärhistorisk berättelse om sina studier på detta område i God's Englishman.

### Militär befälhavare

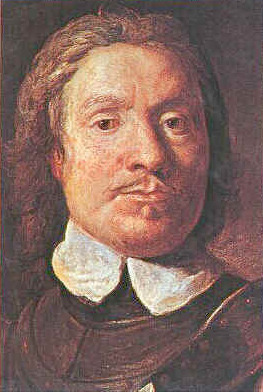
Oliver Cromwell

Cromwell anslöt sig till parlamentets armé utan militär erfarenhet vid 43 års ålder. Han rekryterade en kavallerienhet från sitt hemgrevskap efter att ha blockerat en sändning silver avsedd för kungen och fick erfarenhet och segrar i en serie framgångsrika slag i East Anglia. Emellertid var Cromwell i huvudsak politisk ledare för armén. De strategiska besluten under inbördeskrigen handlades alltid av hans militäre befälhavare, den "äkta" generalen Lord Thomas Fairfax. Fairfax och Cromwell blev kända för att de rekryterade sina officerare efter meriter snarare än ’ädel’ härkomst. Som en följd av detta blev New Model Army under Fairfax befäl ett centrum för politiska radikaler som "Levellers" och många radikala religiösa grupper som femte monarkins män. 
Cromwell själv hade ingen formell utbildning i militär strategi, men hade talang för att föra befäl, något han till stor del lärde sig av Lord Fairfax. De lyckades vid flera tillfällen utmanövrera Prins Rupert, som var en veteran i europeisk krigföring och stred på rojalisternas sida.
Fairfax och Cromwells trupper kom att respektera deras mod och omsorg om deras välmående. Cromwell befordrades till general med befäl över kavalleriet i New Model Army. 
Han tränade sina soldater att omgruppera sig snabbt efter en attack. Denna taktik, som Cromwell lät Fairfax använda första gången med stor framgång, var i samband med slaget vid Naseby. Här påvisade Cromwell själv en hög nivå av disciplin och motivation bland trupperna. Med flera åtföljande militära segrar vann Cromwell också politisk makt, tills han blev den tidens ledande politiker, något Thomas Fairfax inte var intresserad av. Vid slutet av det första inbördeskriget 1645 var kung Karl I parlamentets fånge. Fairfax var befälhavare för den armé som hade vunnit denna seger och det var till följd av det som Cromwell blev i stånd att diktera Englands framtid. Cromwell hade visat i de engelska inbördeskrigen att han var modig som befälhavare över kavalleriet under Lord Fairfax. Under den tid som följde skulle han också så småningom själv bli erkänd som en framstående befälhavare för hela arméer. Hans framgångsrika erövringar av Irland och Skottland visade stor förmåga att organisera proviant och logistik för långdragna fälttåg i fientligt territorium. Detta avspeglade också Cromwells tänkesätt; han önskade upprätthålla moralen och ordningen bland sina trupper och inte låta dem plundra landet utan i stället ta med sig egen proviant.
Efter avrättningen av kung Karl I, vilken Cromwells befälhavare general Lord Thomas Fairfax starkt misstyckt till, avgick denne och drog sig tillbaka till sitt gods i Yorkshire. (Lord Fairfax drabbades inte av någon form av hämnd efter den kungliga restaurationen). Cromwell blev från februari 1649 överbefälhavare (och general) för armén. Som militär strateg var Cromwell mindre kunnig och mer blodtörstig än Fairfax varit. Segrarna i båda inbördeskrigen tillskrevs även av Cromwell själv Lord Fairfax. 
Cromwells inflytande som politiker under engelska inbördeskriget ändrade dramatiskt det militära och politiska landskapet på Brittiska öarna.

### Den första revolutionen och avrättningen av kung Karl I av Stuart

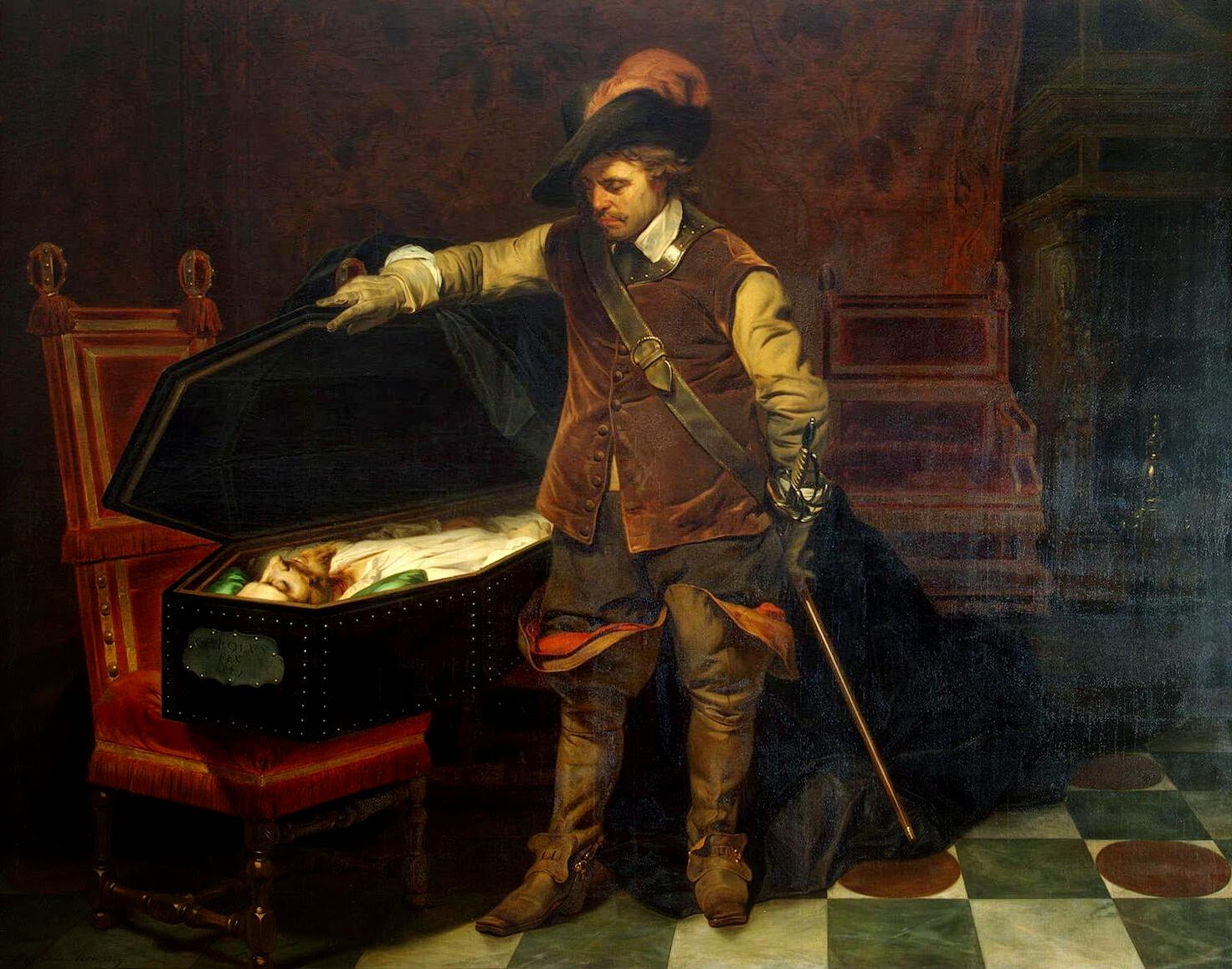
Cromwell betraktar kung Karl I:s lik. Målning av Paul Delaroche 1831

Många av parlamentarikerna samt Cromwells egen befälhavare general Lord Thomas Fairfax, hoppades nå en kompromisslösning med kung Karl. Cromwells egen inställning tycktes motsatt, men Fairfax lyckades lugna Cromwell. Emellertid kunde Karl dock inte acceptera en lösning som inte stämde överens med hans egen doktrin om ”kungadömet av Guds nåde” – men kungen försökte även muta underhusmedlemmar och bestämde sig till sist även för att fly till Isle of Wight. 
Det så kallade andra engelska inbördeskriget, som bröt ut 1648 efter Karl I:s rymning från fängelset, antydde för Cromwell att ingen kompromiss med kungen skulle bli möjlig, trots att Fairfax fortsatt var motståndare till att ställa kungen inför domstol. Efter att konungen åter infångats, åtalades kung Karl för bl.a. högförräderi i underhusets parlamentssal. Efter att Fairfax, som fortfarande ansåg att kungen skulle få leva, tillsammans med sin hustru symboliskt först lämnat lokalen dömdes konungen till döden på följande grund: Att bringa blodsmannen Karl Stewart till räkenskap för allt det blod han utgjutit samt den ofärd han vållat. Kungens dödsdom undertecknades av 59 parlamentsledamöter inklusive Cromwell själv, och Karl I av huset Stewart avrättades den 30 januari 1649 genom halshuggning med yxa. Cromwell lär omgående efteråt påpekat att kungens blod var rött som hos alla andra människor, inte blått.
Detta kan med visst fog sägas vara första gången en form av folklig resning utmynnade i avsättandet av statschefen och även statsskicket. Med andra ord kan Oliver Cromwell sägas vara den förste revolutionären, men liksom många senare revolutioner blev resultatet mer blodigt än avsett från början. 
Cromwell lämnade därefter landet för att krossa de kvarvarande rojalistiska fästena i Irland och Skottland, som varit allierade med kung Karl.

### Lord Protector
Trots sitt hat mot monarkin, och ursprungliga tro på parlamentarismen, valde Cromwell att utse sig själv till Lord Protector strax före julen 1653. Detta var mindre än fem år efter kungens avrättning och enväldet som styrelseskick tycktes åter råda på de brittiska öarna. Cromwell själv såg möjligen annorlunda på saken, och han fortsatte delvis sitt arbete i parlamentet, på ett sätt få regenter någonsin tidigare hade gjort (i något land överhuvudtaget). Problemet var att få vågade motsätta sig Lord Protectorn och dennes idéer, även inom parlamentet. Hans forne vapenbroder och vän, den tidigare generalen Thomas Fairfax, lär dock ha vågat motsätta sig såväl Cromwells idéer och nya titel utan att bli bestraffad. Fairfax drog sig dock undan till sitt gods i Yorkshire.

### Betydelse för Irland och Skottland

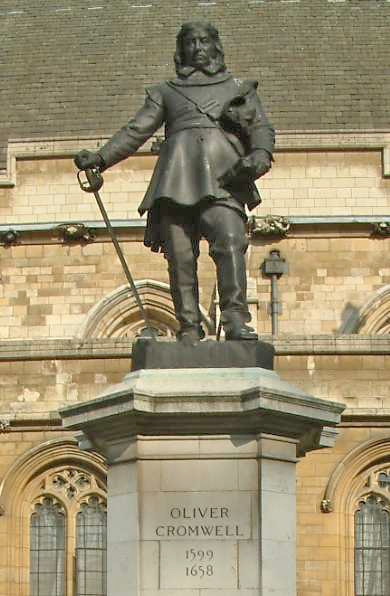
Staty av Oliver Cromwell utanför Palace of Westminster i London

Cromwells handlingar gjorde honom mycket impopulär i Skottland och Irland. Dessa länder hade tidigare varit självständiga, men erövrades effektivt av engelska styrkor under inbördeskrigen. Särskilt har Cromwells ibland brutala underkuvande av rojalisterna på Irland under år 1649 fortfarande en stark genklang för många irländare. Den mest varaktiga symbolen för denna brutalitet är belägringen av Drogheda i september 1649. Massakern på nästan 3 500 människor i Drogheda efter att orten erövrats — omkring 2 700 rojalistiska soldater och alla män med vapen på orten, inklusive en del civila, fångar och katolska präster — är ett av de historiska minnen som har underblåst konflikter mellan irländare och engelsmän och katoliker och protestanter i över tre århundraden. 

#### Irland
Det är ivrigt omdebatterat hur omfattande Cromwells avsikter var. Till exempel är det tydligt att Cromwell såg irländarna i allmänhet som fiender – han rättfärdigade sin plundring av Drogheda som en hämnd för massakrerna på protestantiska kolonister i Ulster under det irländska upproret 1641, och kallade massakern "The righteous judgement of God on these barbarous wretches, who have imbued their hands with so much innocent blood" (”Guds rättfärdiga dom över dessa barbariska kräk, som har indränkt sina händer med så mycket oskyldigt blod”) – och i handlingarna i många kyrkor såsom Kilkennys katedral anklagas Cromwells armé för att ha fördärvat och vanhelgat kyrkorna och ställt sina hästar i dem. Å andra sidan är det också tydligt att Cromwell begärde att ingen proviant skulle tas från invånarna på Irland och att allt skulle köpas på riktigt sätt. Det har hävdats att hans ordergivning vid Drogheda följde dåtidens militära protokoll, där en stad eller garnison först gavs möjlighet att kapitulera och få 'rättvis behandling', och skydd av invasionsstyrkan. Vägran att göra detta, även efter att stadsmurarna hade genomträngts, gjorde att Cromwells order att inte visa någon nåd i behandlingen av män i vapen gjordes oundviklig av dåtidens normer. Denna syn har ifrågasatts av historiker. Cromwells soldater utförde en annan beryktad massaker i Wexford, när de bröt in i staden under kapitulationsförhandlingar och dödade över 2 000 irländska soldater och civila. Dessa två grymheter, fastän de i sig själva är skrämmande, var inte ovanliga i kriget på Irland från dess början 1641, men är väl ihågkomna ännu idag, på grund av en samordnad propagandakampanj av rojalisterna, som framställde Cromwell som ett monster som urskillningslöst slaktade civila varthän han kom. 
Cromwell själv gick dock aldrig med på att han bar ansvar för dödande av civila på Irland, utan hävdade att han hade agerat strängt, men endast mot dem "i vapen". Faktum är att de värsta grymheterna som begicks på Irland, såsom massavhysningar, mord och deportation till slavarbete på Barbados, utfördes av Cromwells underordnade efter att han hade återvänt till England. Parlamentslägrets fälttåg kan, trots detta, ha lett till död eller landsflykt för upp till en tredjedel av Irlands befolkning. I efterdyningarna av Cromwells erövringar konfiskerades all katolikägd jord i Act for the Settlement of Ireland 1652 och gavs till engelska kolonister och parlamentssidans soldater. Utövandet av katolicism förbjöds och prispengar erbjöds för präster. Ändå förblev Irland ett katolskt land, eftersom de flesta irländska katoliker vägrade att överge sin religion. Det gjordes heller inget organiserat försök att omvända dem till protestantismen. 
Oavsett vilka målsättningar han hade var Cromwell inte ensam i sin synbarliga stridslystnad mot irländarna. De sågs länge som "vildar" och lägre stående av engelsmännen, och var dessutom katoliker medan engelsmännen var protestanter. Parlamentslägret i synnerhet hyste ett hat mot irländarna under inbördeskriget. Rojalisterna var mindre fientliga, och allierade sig slutligen med irländare, vilket diskrediterade dem i många engelska och skotska protestanters ögon. Massakrerna i Ulster under det irländska upproret 1641 tog omkring 4 000 liv, inte 180 000 som hävdades för den brittiska allmänheten. Händelsen användes som ett effektivt propagandaredskap för att hetsa fram antiirländska och antirojalistiska känslor, och det förefaller som Cromwell trodde på det.

#### Skottland

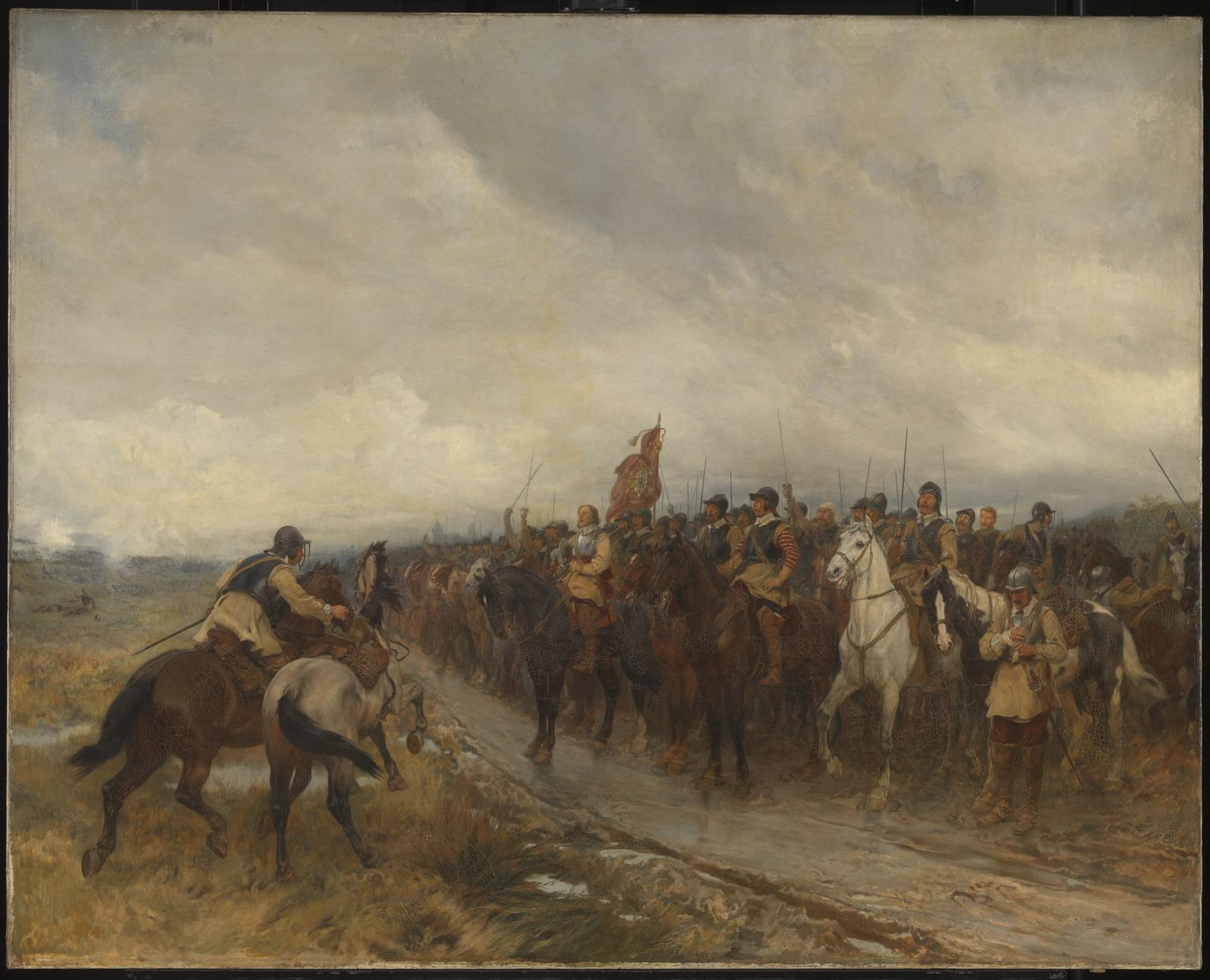
Slaget vid Dunbar. Målning från cirka 1650

Cromwell invaderade också Skottland under åren 1650–1651, efter att skottarna hade krönt Karl I:s son som "Karl II", och när de försökte återinföra monarkin i England med Karl som föreslagen kung för både Skottland och England. Cromwell hade varit beredd att tolerera ett självständigt Skottland, men var tvungen att reagera när skottarna hotade att invadera England. Cromwell, som var mycket mindre fientlig mot skotska presbyterianer (av vilka vissa hade varit hans allierade i det första inbördeskriget) än mot irländska katoliker, såg dem som "Hans [Guds] folk, fastän vilseledda". Trots detta handlade han skoningslöst i Skottland och underkuvade småningom hela landet. Trots att de var färre krossade Cromwells veterantrupper större skotska arméer i slaget vid Dunbar och slaget vid Worcester, och ockuperade landet. Cromwell behandlade de tusentals krigsfångar han tog på sitt fälttåg mycket illa. Han lät tusentals av dem dö av sjukdomar och deporterade andra till straffkolonier i Barbados. Cromwells män, under George Monck, plundrade staden Dundee med grymhet, på samma sätt som i Drogheda. Under Samväldet styrdes Skottland från England och hölls under militär ockupation. En linje befästningsverk skar av högländerna, varifrån många soldater i de rojalistiska arméerna kom, från resten av landet. Presbyterianismen tilläts utövas som tidigare, men den skotska kyrkan hade inte stöd av de civila domstolarna att utdöma dess domslut som tidigare. 
I både Skottland och Irland är Cromwell ihågkommen som en samvetslös och skoningslös fiende. Den särskilda bitterhet som irländarna i synnerhet hade för Cromwells minne har dock lika mycket med hans massöverföring av katolikägd egendom till sina soldaters händer, som med hans handlingar under kriget.

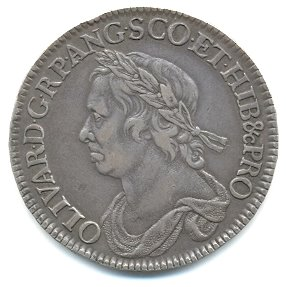
Half-Crown-mynt med Oliver Cromwells bild, 1658.

### Politiskt styre
Sedan armén 1648 åter infångat kungen avskaffades monarkin, och mellan 1649 och 1653 blev landet till namnet en "republik", en ovanlighet i Europa vid denna tid. Republiken blev känd som Commonwealth of England. I praktiken styrde dock Cromwell (åtminstone i hans motståndares ögon) som en militärdiktator. Huruvida han blev av nödd och tvungen till detta och egentligen ville reformera riket är svårt att avgöra. Men klart är att Cromwell hade sitt största stöd bland officerare, inte bland parlamentariker (som varit vana att låta kungen få som han ville) eller adel, än mindre katolska präster och även det protestantiska prästerskapet kanske tyckte att det nyss avslutade trettioåriga kriget var nog. Mellan Lordprotectorn Oliver Cromwell och det vid tiden helt outbildade folket fanns ingen medelklass att få hjälp och sympati av.  
Många av Cromwells handlingar efter att han tagit makten klandrades av vissa kommentatorer som hårda, okloka och tyranniska. Han var ofta skoningslös (fast kanske inte mer än vad som då förväntades) när han slog ned de myterier som skedde i hans egen armé mot slutet av kriget. Myterierna berodde ibland på att trupperna inte fick sin betalning av parlamentet. Cromwell visade ringa sympati för Levellers, en 'egalitär' rörelse som hade bidragit mycket till parlamentets sak. Cromwell kunde inte frambringa en stabil oligarkisk parlamentarisk republik heller, som det skulle visa sig. 
När kungen försvunnit (och med honom den gemensamma saken) upplöstes det enhälliga stödet för Cromwell, och de olika grupperingarna i parlamentet började strida inbördes. Som en upprepning av de handlingar den avsatte kungen hade utfört och som hade lett till inbördeskrig, avsatte Cromwell småningom det republikanska rumpparlamentet 1653, och tog i stället personlig kontroll, i praktiken som militärdiktator. Cromwells makt stöttades av hans fortsatta popularitet i armén, som han hade byggt upp under inbördeskrigen och som han därefter vaktade klokt.
Cromwells utrikespolitik förde honom till det första engelsk-nederländska kriget 1652, mot Nederländerna, som slutligen vanns av amiral Robert Blake 1654.
Cromwells absoluta insisterande på religionsfrihet för alla, utom katoliker, anglikaner och kväkare, ledde till att han uppmuntrade judar att återvända till England, 350 år efter att de blivit ”förvisade” av Edvard I.
År 1657 erbjöds Cromwell kungakronan av ett återkonstituerat parlament, som därigenom ställde honom inför ett dilemma, eftersom han hade varit kraftigt bidragande till att avskaffa monarkin. Efter sex veckors funderande avböjde han erbjudandet. I stället blev han ceremoniellt återinstallerad som "Lordprotektor" (med större befogenheter än han tidigare haft under samma titel) i Westminster Hall, sittande på Kung Edvards stol som hade flyttats från Westminster Abbey speciellt för tillfället. Händelsen var praktiskt taget en kröning, som övertog många inslag i den gamla kröningsceremonin och använde många av dess symboler och regalier och gjorde honom till kung i allt utom till namnet. Men, framförallt, ämbetet som lordprotektor skulle fortfarande inte bli ärftligt, fastän Cromwell nu kunde utnämna sin egen efterträdare. Cromwells nya rättigheter och befogenheter postulerades i Humble Petition and Advice, ett lagstiftningsinstrument som ersatte 1653 års Instrument of Government som tidigare hade givit honom titeln lordprotektor.

### Död och postum avrättning
Cromwell led av malaria (som han troligen först ådrog sig under fälttåget på Irland) och av "sten", en vanlig term för urinvägs- eller njurinfektioner. Trots detta var han vid allmänt god hälsa. Han drabbades av ett plötsligt anfall av 'malaria', som direkt följdes av en attack av urinvägs-/njursymptom. Fastän han var försvagad var han optimistisk inför framtiden, liksom hans tjänare. En venetiansk diplomat som också var läkare besökte honom vid denna tid och följde Cromwells slutliga sjukdom. Hans åsikt var att lordprotektorns personliga läkare misskötte hans hälsa, vilket ledde till snabb nedgång och död. 
Inom två år efter Cromwells död den 3 september 1658 återinsatte parlamentet Karl II som kung, eftersom Cromwells son Richard Cromwell hade visat sig vara "en ovärdig efterföljare", som oklokt hade låtit sprickan mellan parlamentet och armén gå för långt och hade stött parlamentet mot armén. 
1661 grävdes Oliver Cromwells lik upp från Westminster Abbey och utsattes för en ritual av postum avrättning. Detta ägde rum den 30 januari, samma dag som Karl I hade blivit avrättad. Jämte liken av generalen Henry Ireton och domaren John Bradshaw blev Cromwells döda kropp utsatt för avrättningsmetoden hängning, dragning och fyrdelning (”hanged, drawn and quartered”), då den alltså blev hängd, uppsprättad och styckad i fyra delar. Till slut slängdes hans kropp i en grop. Hans avhuggna huvud sattes upp på en påle och förevisades utanför Westminster Abbey till 1685. Sedan dess har huvudet bytt ägare flera gånger innan det slutligen begravdes på Sidney Sussex Colleges marker i Cambridge 1960.

## Eftermäle
Trots den behandling han fick efter restaurationen, och det hemska rykte han har på Irland till idag, har Cromwell vunnit uppskattning i vissa delar av det brittiska samhället. Med tanke på Cromwells insats i brittisk historia är det förståeligt att han fått en staty utanför Palace of Westminster, trots att många av hans handlingar officiellt ses som högförräderi mot monarkin. Han har också anhängare bland protestantiska grupper, och har förblivit populär i Cambridgeshire, där han var känd som "Lord of The Fens". I Cambridge hedras hans minne på ett ovanligt sätt; ett färgat glasfönster på Cromwell finns i Emmanuel United Reformed Church, och i centrala St Ives står en staty av Cromwell. Oliver Cromwell kom på tionde plats i BBC:s omröstning om "stora britter."
Stridsvagnen Cromwell är namngiven efter honom.

## Cromwell i populärkulturen
Filmen Cromwell från 1970, med Richard Harris i huvudrollen, bygger på Oliver Cromwells liv, men har kritiserats för vissa historiska felaktigheter. En annan film där Cromwell figurerar mycket (och gestaltas av Tim Roth) är To Kill a King, från 2003.
Cromwell gestaltas i Svarte Orm-avsnittet "The Cavalier Years"
1989 skrev Monty Python en sång med titeln "Oliver Cromwell", som berättade om hela Cromwells karriär till melodin ur Frederic Chopin's Polonaise Op.53 i Ass dur. Den finns med på deras samlingsskiva Monty Python Sings.
Låten "Cromwell" med Reverend Bizarre handlar om Cromwell.
Postpunkbandet New Model Army och Elvis Costellos låt Oliver's Army är uppkallade efter Cromwells New Model Army.
The Pogues låt "Young Ned of the Hill" innehåller en refräng som förbannar Oliver Cromwell för det han gjorde mot folket på Irland. 
I sin låt "Irish Blood, English Heart" från 2004 sjunger Morrissey att han önskar att det engelska folket spottar på namnet Oliver Cromwell. 
Låten "Tobacco Island" med Flogging Molly handlar om irländare som flyr från sitt land för att undgå Cromwell.